# Вигорлат
Вигорлат (словац. Vihorlat, укр. Вигорлят, иногда рус. Выгорлат) — горы на востоке Словакии и частично на Украине, часть Вигорлат-Гутинской гряды. Наивысшая точка — гора Вигорлат, 1076 м.
Вигорлат в основном покрыт буковыми, дубовыми и ясеневыми лесами. Здесь обитают волк, рысь, дикая кошка, выдра, из птиц неясыть, филин. Также встречаются редкие насекомые — Альпийский усач, жук-носорог.
В XIX веке, здесь была найдена железная руда, после чего начались горные работы. В результате этой деятельности сильно пострадали леса Вигорлата. Добыча прекратилась в 1904 году.
Из массива гор берёт своё начало река Окна.

## Галерея

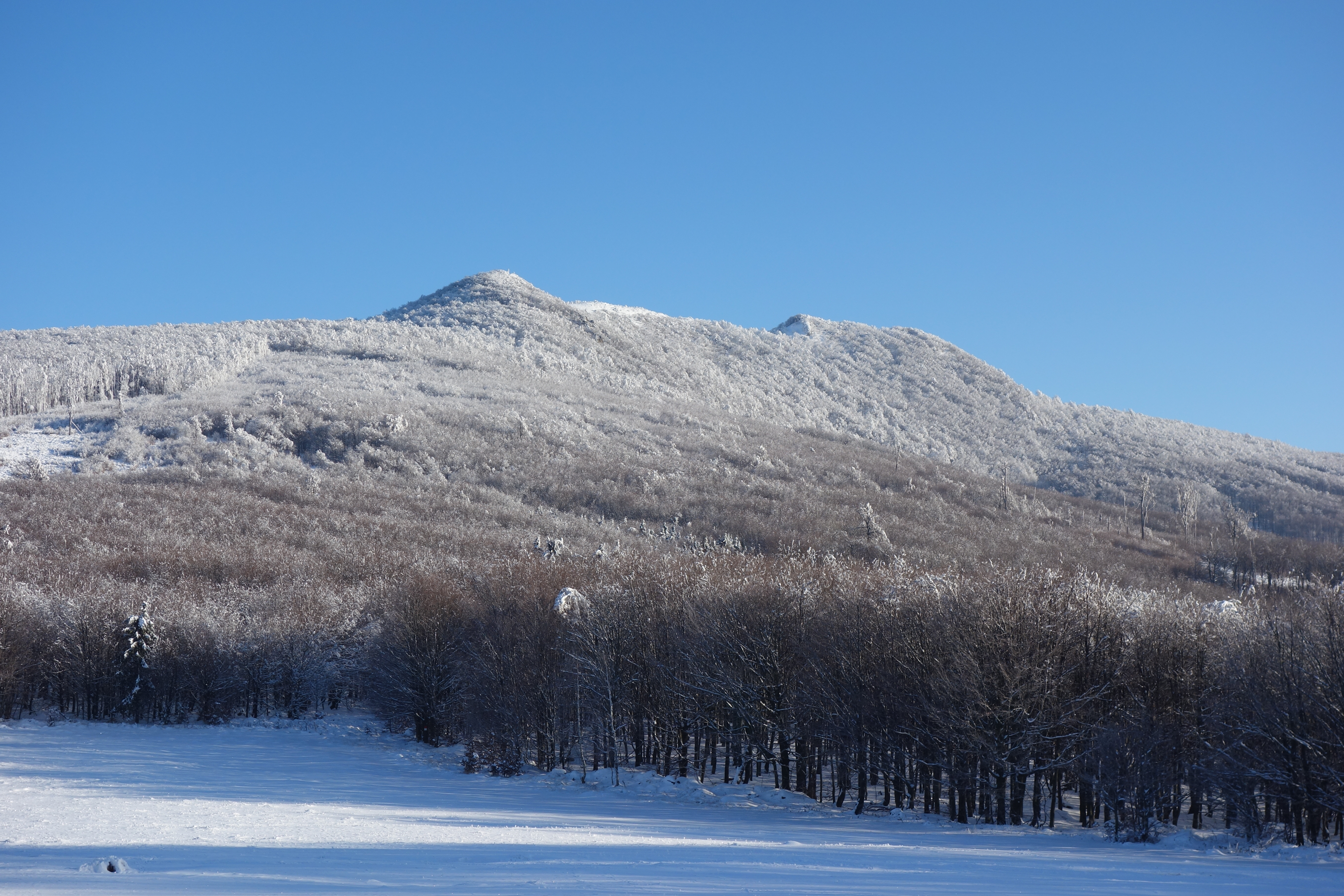
Вигорлат зимой
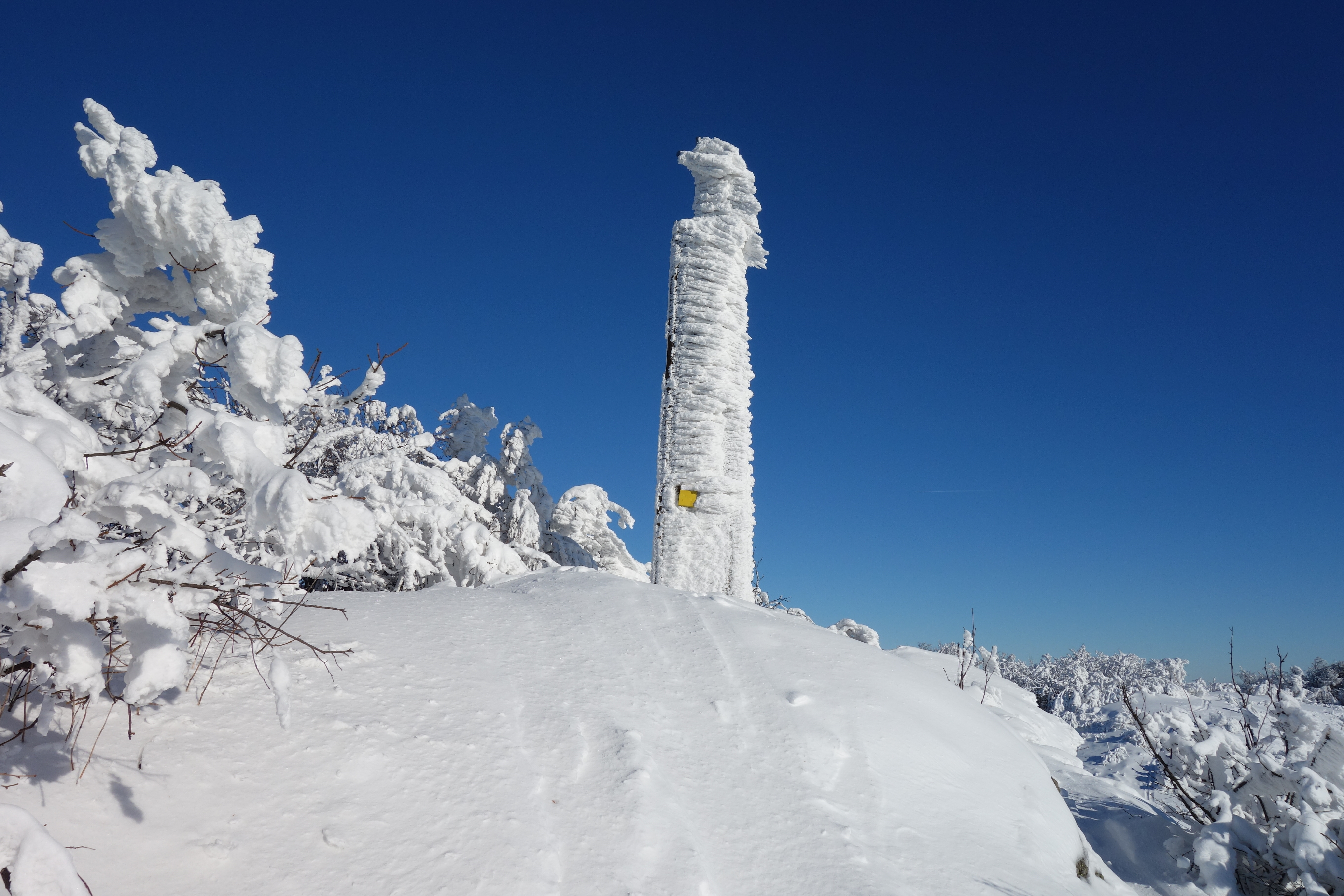
Вигорлат (1076 м)
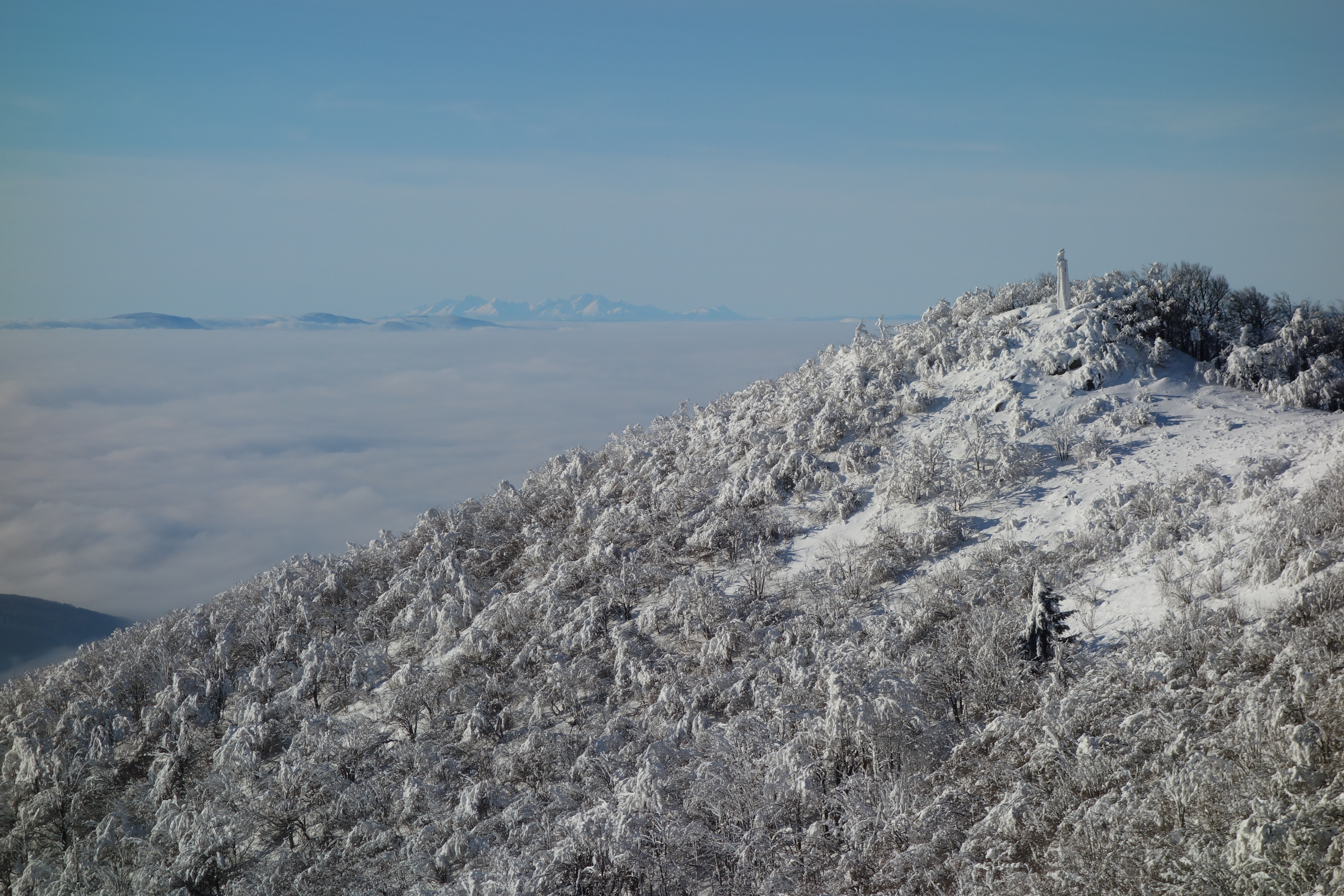
Вид с горы Вигорлат на Татры
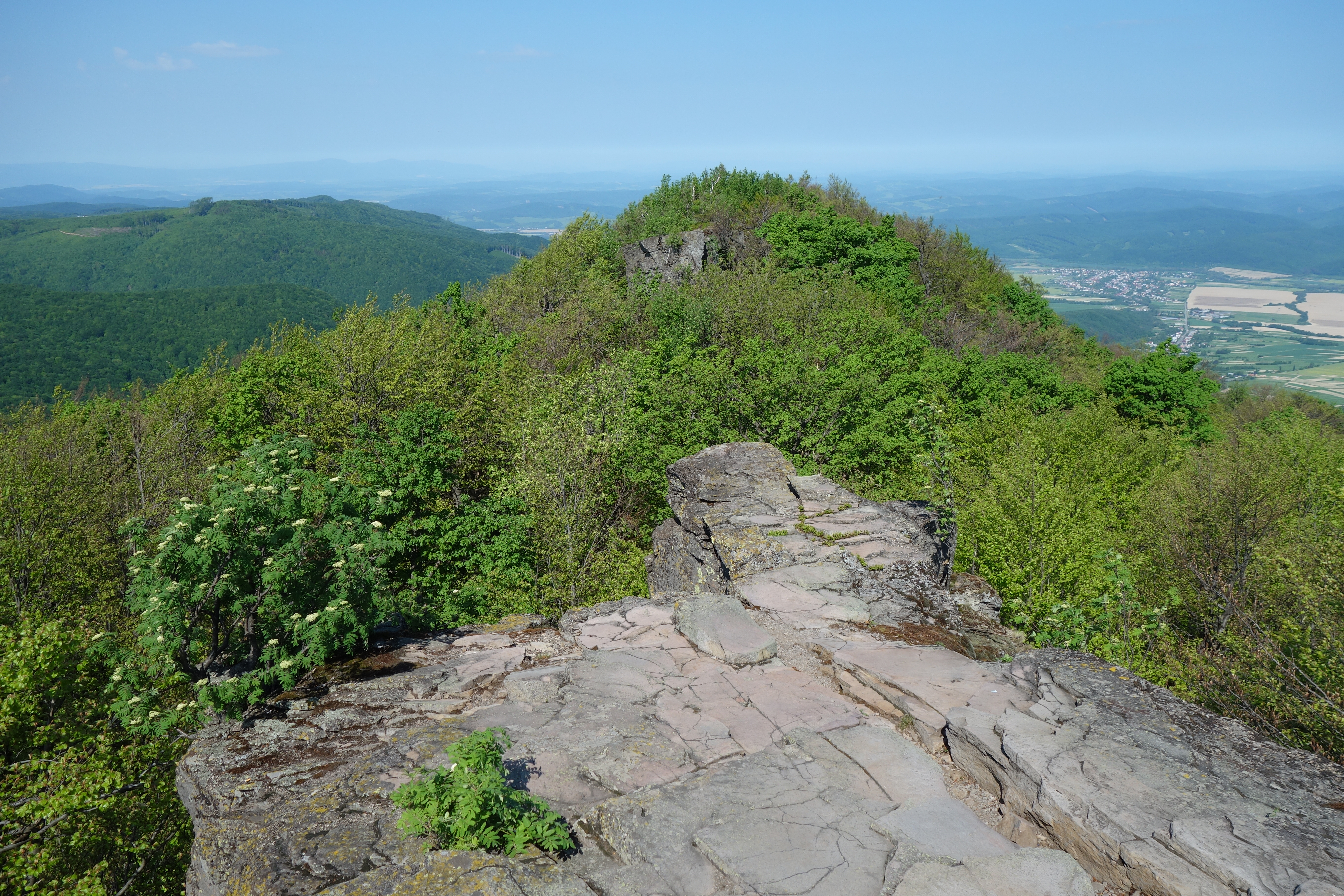
Снински-Камень
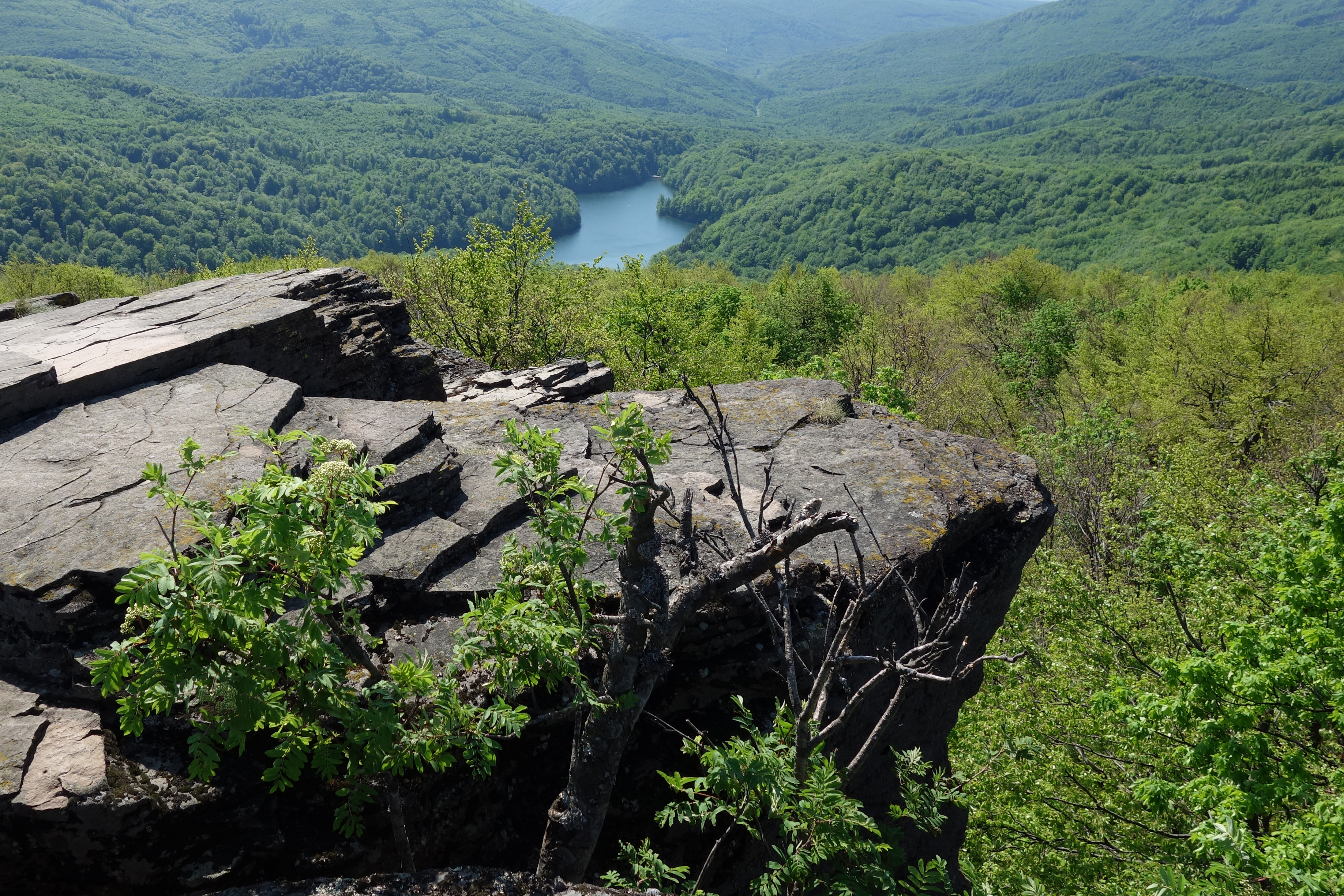
Вид с горы Снински-Камень на Морске-Око
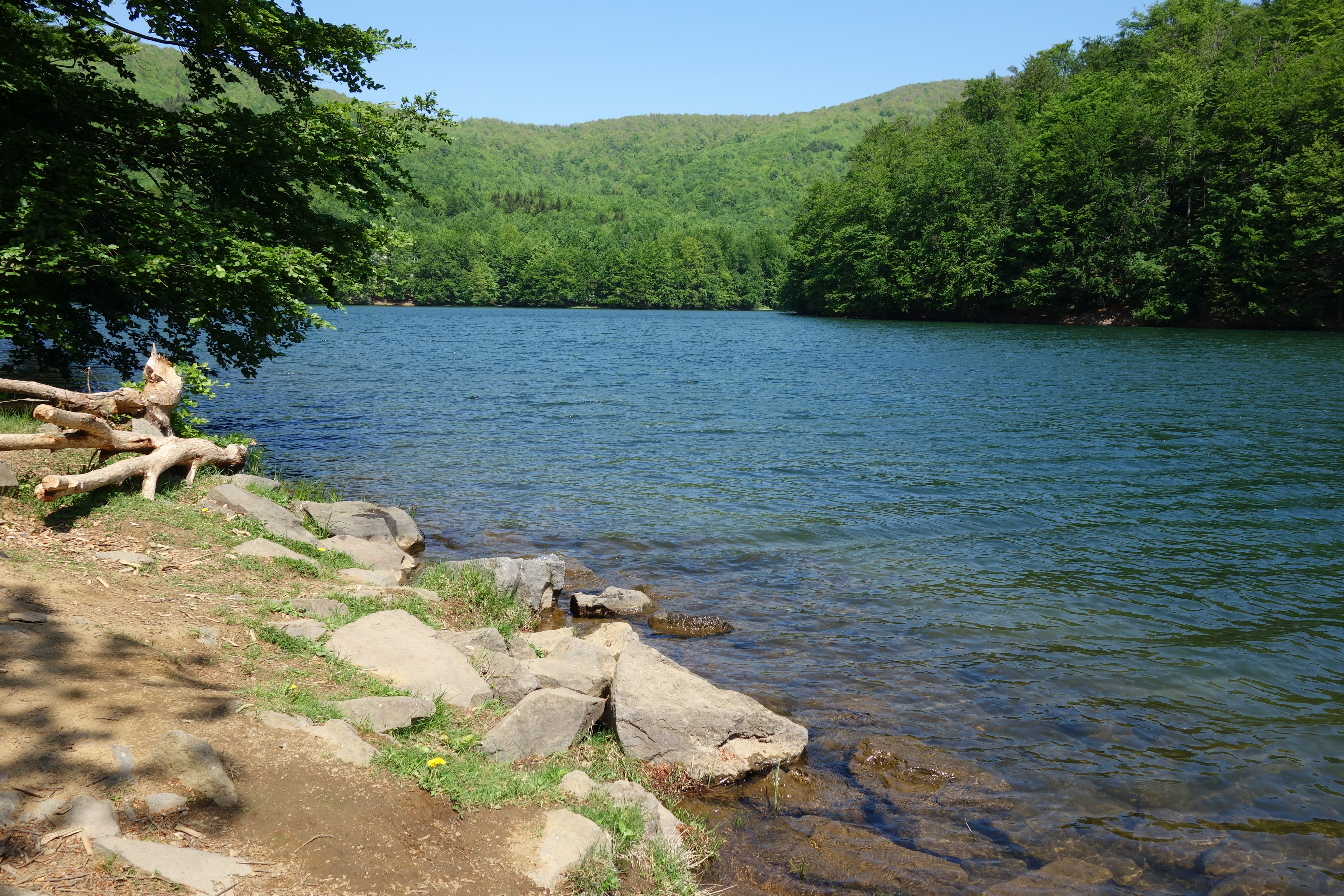
Морске-Око

## Панорама

Панорама - Земплинская Ширава и Вигорлат

## Достопримечательности
- Озеро Морске-Око
- Деревянные русинские церкви
- Развалины замка Виньянски-Град
- Гора Снински-Камень с видом на окрестности